# Emmy Murphy
Emmy Murphy (, ) é uma matemática estadunidense, que trabalha na área da geometria simplética.

## Educação e carreira
Murphy obteve a graduação na Universidade de Nevada, Reno em 2007.
Obteve um doutorado na Universidade Stanford em 2012, com a tese Loose Legendrian Embeddings in High Dimensional Contact Manifolds, orientada por Yakov Eliashberg.
Foi C.L.E. Moore instructor e professora assistente no Instituto de Tecnologia de Massachusetts antes de seguir em 2016 para a Universidade Northwestern, onde é professora assistente de matemática.

## Reconhecimentos
Para 2018 está convidada como palestrante do Congresso Internacional de Matemáticos no Rio de Janeiro, com palestra na seção de geometria.